# Eugenio Rossi
Pour les articles homonymes, voir Rossi.
Eugenio Rossi (né le 6 mars 1992) est un athlète de Saint-Marin, spécialiste du saut en hauteur.

## Carrière
À Caprino Veronese, il porte le record national à 2,27 m en 2015 après l'avoir porté à 2,24 m à Tbilissi en juin 2014, lors des Championnats d'Europe par équipes 2014, ce qui était considéré comme la meilleure performance en athlétisme pour un athlète de Saint-Marin. Il participe aux Championnats du monde à Pékin en 2015. Il est entraîné par Giulio Ciotti.
Il termine deuxième en 2,26 m des championnats nationaux italiens auxquels il participe en 2016 à Rieti. Il est sélectionné pour être le représentant de Saint-Marin lors des Jeux olympiques de Rio.
Le 1er juillet 2017, il termine deuxième des championnats nationaux italiens à Trieste derrière Eugenio Meloni, en 2,18 m. Le 6 juillet il bat ce dernier à Livourne avec 2,26 m, son meilleur saut de la saison.

## Palmarès
| Date | Compétition                       | Lieu       | Résultat | Marque |
| ---- | --------------------------------- | ---------- | -------- | ------ |
| 2011 | Jeux des petits États d'Europe    | Schaan     | 2e       | 2,03 m |
| 2013 | Jeux des petits États d'Europe    | Luxembourg | 2e       | 2,06 m |
| 2013 | Jeux méditerranéens               | Mersin     | 11e      | 2,10 m |
| 2014 | Championnats d'Europe par équipes | Tbilissi   | 1er      | 2,24 m |
| 2015 | Jeux des petits États d'Europe    | Reykjavik  | 2e       | 2,15 m |
| 2017 | Jeux des petits États d'Europe    | Serravalle | 2e       | 2,18 m |
| 2017 | Championnats d'Europe par équipes | Marsa      | 2e       | 2,10 m |
| 2018 | Jeux méditerranéens               | Tarragone  | 6e       | 2,15 m |

## Records
| Épreuve         | Épreuve   | Marque | Lieu             | Date            |
| --------------- | --------- | ------ | ---------------- | --------------- |
| Saut en hauteur | Plein air | 2,27 m | Caprino Veronese | 28 juin 2015    |
| Saut en hauteur | En salle  | 2,24 m | Ancône           | 16 février 2018 |